# Kalendarz birmański
Kalendarz birmański (birm. မြန်မာသက္ကရာဇ် /mjəmà θɛʔkəɹɪʔ/ lub birm. ကောဇာသက္ကရာဇ် /kɔ́zà θɛʔkəɹɪʔ/; nazywany też kalendarzem Ery Birmańskiej (BE) lub kalendarzem Ery Mjanmy (ME)) – kalendarz księżycowo-słoneczny, w którym podział na miesiące oparty jest na miesiącach księżycowych, a podział na lata, na latach zwrotnikowych. Opiera się on w dużej mierze na starych kalendarzach hinduskich chociaż, w odróżnieniu od systemów hinduskich, kalendarz birmański wykorzystuje 19-letni cykl Metona. Musi on więc godzić rok gwiazdowy kalendarza hinduskiego z rokiem zwrotnikowym cyklu Metona poprzez dodawanie w nieregularnych odstępach miesięcy i dni interkalarnych.
Kalendarz birmański był używany bez przerw w różnych częściach Birmy od czasu jego powstania w roku 640 po Chr. w Królestwie Sri Ksetra. Bywał on też używany jako oficjalny kalendarz w innych królestwach lądowej części Azji Południowo-wschodniej, takich jak królestwa Arakanu, Lanna, Xishuangbanna, Lan Xang, Syjam i Kambodża aż do końca XIX wieku. Dzisiaj używany jest tylko w Mjanmie jako tradycyjny kalendarz codziennego użytku jednocześnie z kalendarzem buddyjskim. Nadal używa się go do wyznaczania dat tradycyjnych świąt, takich jak Birmański Nowy Rok czy innych birmańskich świąt, z których wiele ma charakter buddyjski.

## Historia

### Pochodzenie
Kroniki birmańskie wywodzą pochodzenie kalendarza birmańskiego ze starożytnych Indii, gdzie w roku 3102 przed Chr. miał być wprowadzony kalendarz Ery Kalijugi. Ów przełomowy kalendarz miał być w roku 691 przed Chr. ponownie wyregulowany przez króla Ańdżanę (birm. အဉ္စန), dziadka Buddy ze strony matki. Ten z kolei kalendarz był przestawiony i zastąpiony kalendarzem Ery Buddyjskiej rozpoczynającym się od roku 544 przed Chr. Odliczanie czasu według Ery Buddyjskiej zostało przyjęte we wczesnych miastach-państwach Pyu na początku naszej ery. Następnie, w roku 78 po Chr., rozpoczęto w Indiach nową erę nazywaną Erą Mahasakaradź (Mahāsakaraj, birm. မဟာ သက္ကရာဇ်; zwana też Erą Śaka). Po dwóch latach nowa era została przyjęta w Królestwie Sri Ksetra, a następnie odliczanie według tego sposobu rozpowszechniło się w pozostałych państwach Pyu. Jak podają dalej kroniki, w Królestwie Paganu stosowano początkowo dominujący w tej części Azji kalendarz Mahasakaradź, ale w roku 640 po Chr. król Popa Sawrahan (panował w latach 613–640) przestawił kalendarz, nazywając nową erę Kawza Thekkarit (birm. ကောဇာ သက္ကရာဇ် /kɔ́zà θɛʔkəɹɪʔ/). Datą startową nowego kalendarza był 22 marca 638 roku po Chr. Był on używany jako kalendarz codziennego użytku, podczas gdy Era Buddyjska pozostała w użyciu jako podstawa kalendarza religijnego.
Nauka akceptuje zawarte w kronikach informacje dotyczące północnoindyjskiego pochodzenia kalendarza i chronologii przyjmowania kolejnych zmian aż do Ery Mahasakaradź. Nowsze badania sugerują, że w państwach Pyu w użyciu mógł być również kalendarz Ery Guptów (której rokiem startowym był 320 po Chr.). Jednak główny nurt nauki przyjmuje, że zmodyfikowany kalendarz został po raz pierwszy przyjęty w Sri Ksetra, a następnie adoptowany przez wschodzące księstwo Paganu.

### Rozpowszechnianie się kalendarza
Przyjęcie przez dynamicznie rozwijający się Pagan utorowało kalendarzowi drogę do przyjęcia na terenie całego imperium Paganu pomiędzy XI a XIII wiekiem. Początkowo kalendarz birmański przyjął się w regionach peryferyjnych oraz w państwach sąsiednich, takich jak Arakan na zachodzie oraz różne państwa Szanów na terenie obecnej północnej Tajlandii i Laosu na wschodzie, które przyjęły kalendarz wraz z folklorem wiążącym się z Birmańskim Nowym Rokiem. Według Kronik Chiang Mai i Kronik Chaing Saen, Chiang Mai, Chiang Saen oraz ich zhołdowane stany środkowej i górnej części kraju Tajów (z wyjątkiem Lamphun i Sukhothai) podporządkowały się królowi Anawrahcie i przyjęły kalendarz birmański w połowie XI wieku w miejsce Mahasakaradź, standardowego kalendarza imperium Khmerów. Jednak wyniki badań naukowych wskazują, że najwcześniejsze dowody obecności kalendarza birmańskiego na terenie współczesnej Tajlandii datują się dopiero na połowę XIII w.
Podczas gdy w następnych stuleciach stosowanie kalendarza rozszerzało się w kierunku południowym do Królestwa Sukhothai i wschodnim, do państw laotańskich, oficjalne jego przyjęcie na dalszym południu przez Królestwo Ayutthaya oraz na dalszym wschodzie przez Królestwo Lan Xang nastąpiło dopiero po podbiciu tych królestw przez króla Bayinnaunga w XVI wieku. Późniejsze królestwa syjamskie pozostawały przy kalendarzu birmańskim jako kalendarzu oficjalnym znanym pod nazwą Chulasakarat (pali Culāsakaraj) aż do roku 1889. Przyjęcie kalendarza przez państwa syjamskie okazało się głównym katalizatorem dla jego zastosowania w Kambodży, która była wasalem Syjamu pomiędzy XVI w. a XIX w. Podobnie rzecz się miała z rozpowszechnieniem się kalendarza w bengalskim regionie Ćottogram, który był zdominowany przez arakańskie Królestwo Mrauk U w okresie od XV w. do XVII w.

### Rozwój i zmiany
System obliczeń kalendarza birmańskiego opierał się początkowo na kalendarzu Thuriya Theiddanta (birm. သူရိယသိဒ္ဓန္ /θùɹḭja̰ θeiʔdàɴta̰/), który uważany jest za wywodzący się w głównej mierze z „oryginalnego” systemu starożytnych Indii – Surjasiddhanta (czyli ze szkoły Ardharatrika). Podstawową różnicą w stosunku do systemów indyjskich było to, że kalendarz birmański wykorzystywał 19-letni schemat interkalacji (Cykl Metona). Pozostaje niejasnym gdzie, kiedy i w jaki sposób wprowadzono system Metona; hipotezy sięgają od Chin do Europy. System birmański wykorzystuje więc „dziwną” kombinację roku gwiazdowego z kalendarza indyjskiego w połączeniu z cyklem Metona mającym służyć do obliczeń z użyciem roku zwrotnikowego, co czyni niezbędnym stosowanie interkalacji w celu uzgodnienia różnic. Co więcej, system birmański nie uwzględnia ulepszeń indyjskich metod obliczeniowych dla roku gwiazdowego, jakie wprowadzano aż do połowy XIX wieku. (Oryginalny system Thuriya Theiddanta jest wolniejszy o 0,56 sekundy rocznie (i dokładniejszy) od późniejszych systemów indyjskich.)
Najwcześniejsze udokumentowane próby zmiany kalendarza miały charakter powierzchowny. W 800. rocznicę jego stworzenia (29 marca 1438) król Mohnyin Thado przestawił kalendarz na Rok 2 (z Rokiem Zerowym rozpoczynającym się 18 marca 1436). Jednak król umarł zaledwie po roku od tej zmiany i nowa era zakończyła się kilka lat później. Następna propozycja zmiany nadeszła w marcu 1638 roku ze strony króla Ayutthayi Prasat Thonga, który przygotowując się do nadchodzącej tysięcznej rocznicy kalendarza (10 kwietnia 1638), pragnął zmienić zwierzęta rządzące poszczególnymi miesiącami. Ponieważ praktyka taka nie była przyjęta w Birmie, propozycja została odrzucona przez króla Thaluna.
W międzyczasie coraz większą uwagę przyciągała narastająca rozbieżność między cywilnymi latami słonecznymi i księżycowo-słonecznymi. W roku 1100. rocznicy stworzenia kalendarza (1738 po Chr.) zaproponowano nowy system obliczeń, mający skorygować błędy systemu oryginalnego jednak dwór Taungngu nie podjął żadnego działania. Obecny system Surjasiddhanta (czyli szkoła Saura) został wprowadzony na dwór Konbaung w roku 1786, a na birmański został przetłumaczony po około 50 latach. I wreszcie Nyaunggan Sayadaw, buddyjski mnich, zaproponował nowy system zwany Thandeikta w roku 1200 (1838 po Chr.).
Nowy system stanowił hybrydę pomiędzy oryginalną i poprawioną szkoła Surya. W odróżnieniu od nowego systemu Surya, Thandeikta nie przyjmuje systemu rachuby rzeczywistej; nadal używane są średnie lata i średnie miesiące. Utrzymuje on także praktykę umieszczania miesiąca interkalarnego zawsze po miesiącu Waso a dnia interkalarnego zawsze na końcu miesiąca Nayon i to tylko w roku, który zawiera także miesiąc interkalarny. Jednak Thandeikta naśladuje nową Surya w zakresie drobnych zmian długości roku i miesiąca. Dominujący schemat Metona został zmodyfikowany, a miesiące interkalarne ustalone na tyle, aby zapobiec dalszemu pogłębianiu się różnic między latami słonecznymi a księżycowo-słonecznymi. Dzięki wsparciu księżniczki Sekkya Dewi, która została później główną żoną króla Mindona, w roku 1853 nowy system został w całości przyjęty. Pierwszą poprawką ówczesnego cyklu Metona było umieszczenie miesiąca interkalarnego w roku 1201 ME (1839 po Chr.) zamiast 1202 ME (1840).
Chociaż nowy system w widoczny sposób zmniejszył rozziew między latami słonecznymi a księżycowymi kalendarza, nie uczynił go dokładniejszym w porównaniu z rzeczywistym rokiem zwrotnikowym. W istocie, pod tym względem nowy system był nawet gorszy od poprzedniego. (Rok słoneczny Thandeikta wyprzedza średni rok słoneczny o około 23 minuty i 51,4304 sekundy, podczas gdy Makaranta o około 23 minuty i 50,8704 sekundy). W efekcie kalendarz nadal oddalał się od rzeczywistego roku słonecznego. Aby nadążyć za tą rozbieżnością, opiekujący się kalendarzem uciekali się okresowo do modyfikacji jego schematu interkalacji w oparciu o rzeczywistą rachubę kosztem uniemożliwienia publikacji kalendarzy wybiegających w przyszłość o więcej niż kilka lat.

### Obecny status kalendarza
W drugiej połowie XIX w. wraz z pojawieniem się europejskich kolonialistów kalendarz birmański utracił status oficjalny w kilku królestwach lądowej części Azji Południowo-wschodniej. Kalendarz gregoriański zastąpił kalendarz birmański w Kambodży w roku 1863, w Birmie w roku 1885 i w Laosie w roku 1889. W roku 1889 Syjam, jedyne pozostałe niepodległe królestwo Azji Południowo-wschodniej, także zastąpił kalendarz birmański gregoriańskim jako oficjalnym kalendarzem codziennego użytku oraz przyjął Erę Ratanakosin (z rokiem 1782 po Chr. jako rokiem 1) jako tradycyjny kalendarz księżycowo-słoneczny.
W dzisiejszych czasach kalendarz birmański stosowany jest jedynie do wyznaczania dat tradycyjnych wydarzeń kulturalnych i świąt religijnych w Mjanmie. Tajlandia przeszła od roku 1941 na własną wersję kalendarza buddyjskiego, chociaż daty ery Chulasakarat są nadal najczęściej używaną i preferowaną przez środowiska akademickie formą zapisu w badaniach historycznych. Kalendarz Magi-San z Ćottogramu, identyczny z arakańskim, jest nadal używany przez niektóre mniejszości etniczne w Bangladeszu.

## Konstrukcja

### Doba
Kalendarz rozróżnia dwa rodzaje dób: astronomiczne i cywilne. Średnia birmańska doba astronomiczna trwa od północy do północy i stanowi 1/30 miesiąca synodycznego albo 23 godziny, 37 minut i 28,08 sekundy. Doba cywilna składa się z dwóch połów, z których pierwsza zaczyna się o wschodzie słońca, a druga o jego zachodzie. W praktyce, za punkty odniesienia służyły cztery punkty doby astronomicznej i cywilnej (wschód słońca, południe, zachód słońca i północ). Doba cywilna dzieli się na 8 baho (ဗဟို /bəhò/) (3 godziny) lub 60 nayi (နာရီ /nàjì/) (24 minuty), gdzie każde baho równe jest 7,5 nayi. W przeszłości uderzano w gong (မောင်း /máʊɴ/) w każde nayi, a w bęben (စည် /sì/) i duży dzwon (ခေါင်းလောင်း /kʰáʊɴ láʊɴ/) dla oznaczenia każdego baho.
| Rodzaj | Godzina | Nazwa birmańska | IPA               | Opis                                             |
| ------ | ------- | --------------- | ----------------- | ------------------------------------------------ |
| Dzień  | I       | နံနက် တစ်ချက်တီး       | /nà̃neʔ tiʔʧʰeʔtí/ | w połowie między wschodem słońca a środkiem dnia |
| Dzień  | II      | နေ့ နှစ်ချက်တီး         | /nḛi n̥iʔʧʰeʔtí/   | południe (środek dnia)                           |
| Dzień  | III     | နေ့ သုံးချက်တီး          | /nḛi θóʊ̃ʧʰeʔtí/   | w połowie między południem a zachodem słońca     |
| Dzień  | IV      | နေ့ လေးချက်တီး          | /nḛi léiʧʰeʔtí/   | zachód słońca                                    |
| Noc    | I       | ည တစ်ချက်တီး         | /ɲa̰ tiʔʧʰeʔtí/    | w połowie między zachodem słońca a północą       |
| Noc    | II      | ည နှစ်ချက်တီး         | /ɲa̰ n̥iʔʧʰeʔtí/    | północ                                           |
| Noc    | III     | ည သုံးချက်တီး          | /ɲa̰ θóʊ̃ʧʰeʔtí/    | w połowie między północą a wschodem słońca       |
| Noc    | IV      | နံနက် လေးချက်တီး        | /nà̃ne léiʧʰeʔtí/  | wschód słońca                                    |

Chociaż w codziennym użytku nigdy nie wykracza się poza zakres baho i nayi, kalendarz zawiera jednostki czasu sięgające poziomu milisekund.
| Jednostka | Podjednostki           | Przybliżony ekwiwalent czasowy |
| --------- | ---------------------- | ------------------------------ |
| yet       | 8 baho                 | 1 doba                         |
| baho      | 7,5 nayi               | 3 godziny                      |
| nayi      | 4 pat                  | 24 minuty                      |
| pat       | 15 bizana              | 6 minut                        |
| bizana    | 6 pyan                 | 24 sekundy                     |
| pyan      | 10 kaya                | 4 sekundy                      |
| kaya      | 12 kana                | 0,4 sekundy                    |
| kana      | 4 naya                 | 0,03333 sekundy                |
| naya      | 1,25 anukaya           | 0,00833 sekundy                |
| anukaya   | <jednostka podstawowa> | 0,00667 sekundy                |

Jedynie następujące jednostki używane są do wykonywania obliczeń kalendarzowych:
| Jednostka | Podjednostki           | Przybliżony ekwiwalent czasowy |
| --------- | ---------------------- | ------------------------------ |
| yet       | 60 nayi                | 1 doba                         |
| nayi      | 60 bizana              | 24 minuty                      |
| bizana    | 60 kaya                | 24 sekund                      |
| kaya      | 60 anukaya             | 0,4 sekundy                    |
| anukaya   | <jednostka podstawowa> | 0,00667 sekundy                |

Współczesne jednostki czasu mogą być jednak wyrażone jako:
| Jednostka | Przybliżony ekwiwalent jednostek birmańskich |
| --------- | -------------------------------------------- |
| godzina   | 2,5 nayi                                     |
| minuta    | 2,5 bizana                                   |
| sekunda   | 2,5 kaya                                     |

### Tydzień
Tydzień cywilny składa się z siedmiu dni. Przyjęte jest też oznaczanie dnia tygodnia przypisaną mu liczbą z zakresu od 0 do 6. Nazwy Taninganwe (niedziela) i Taninla (poniedziałek) pochodzą z języka starobirmańskiego, ale reszta nazw dni tygodnia wywodzi się z sanskrytu.
| Oznaczenie liczbowe | Nazwa            | IPA          | Opis         |
| ------------------- | ---------------- | ------------ | ------------ |
| 0                   | Sanay စနေ         | /sənè/       | sobota       |
| 1                   | Taninganwe တနင်္ဂနွေ | /tənɪ́ɴɡənwè/ | niedziela    |
| 2                   | Taninla တနင်္လာ     | /tənɪ́ɴlà/    | poniedziałek |
| 3                   | Inga အင်္ဂါ         | /ɪ̀ɴɡà/       | wtorek       |
| 4                   | Boddahu ဗုဒ္ဓဟူး     | /boʊʔdəhú/   | środa        |
| 5                   | Kyathabade ကြာသပတေး  | /tɕàðàbədé/  | czwartek     |
| 6                   | Thaukkya သောကြာ      | /θaʊʔtɕà/    | piątek       |

### Miesiąc
Kalendarz rozróżnia dwa rodzaje miesięcy: synodyczne i gwiazdowe. Miesięcy synodycznych używa się do tworzenia lat, podczas gdy 27 księżycowych dni gwiazdowych (နက္ခတ် /nɛʔkʰaʔ/; z sanskryckiego nakshatra) wraz z 12 znakami zodiaku wykorzystuje się do obliczeń astrologicznych. (Kalendarz wyróżnia też miesiąc słoneczny, nazywany Thuriya Matha, który definiowany jest jako 1/12 roku). Jednak długość miesiąca słonecznego jest różna w zależności od rodzaju roku, takiego jak zwrotnikowy, gwiazdowy itd.).
| Rodzaj                                 | Średnia liczba dni według Thuriya Theiddanta | Średnia liczba dni według Thandeikta |
| -------------------------------------- | -------------------------------------------- | ------------------------------------ |
| Synodyczny miesiąc księżycowy စန္ဒရမာသ လ | 29,530583                                    | 29,530587946                         |
| Miesiąc gwiazdowy နက္ခတ္တမာသ လ            | 27,3216574                                   | 27,3216574                           |

Dni miesiąca liczone są w jego połowach: przybywania księżyca (လဆန်း /a̰záɴ/) i ubywania księżyca (လဆုတ် /a̰zoʊʔ/). 15. dzień przybywania księżyca (လပြည့် /la̰bjḛ/) jest cywilnym dniem pełni. Cywilny dzień nowego księżyca (လကွယ် /la̰gwɛ̀/) jest ostatnim dniem miesiąca (14. lub 15. dzień ubywania księżyca). Średnie i rzeczywiste dni Nowego Księżyca rzadko się pokrywają. Średni dzień Nowego Księżyca często poprzedza dzień rzeczywisty.
| Rodzaj                   | Dni               | Opis                                 |
| ------------------------ | ----------------- | ------------------------------------ |
| Przybywanie Księżyca လဆန်း | 1. do 15.         | Od Nowego Księżyca do Pełni Księżyca |
| Pełnia Księżyca လပြည့်      | 15.               | Pełnia Księżyca                      |
| Ubywanie Księżyca လဆုတ်    | 1. do 14. lub 15. | od Pełni Księżyca do Nowego Księżyca |
| Nowy Księżyc လကွယ်         | 15.               | Nowy Księżyc                         |

Ponieważ synodyczny miesiąc księżycowy liczy około 29,5 dnia, kalendarz zawiera miesiące mające na zmianę 29 i 30 dni. Miesiące 29-dniowe nazywane są yet-ma-son la (ရက်မစုံလ), a miesiące 30-dniowe - yet-son la (ရက်စုံလ). W odróżnieniu od innych tradycji Azji Południowo-wschodniej kalendarz birmański nadaje miesiącom nazwy birmańskie. Chociaż nazwy te brzmią obco dla współczesnych Birmańczyków, wszystkie z wyjątkiem trzech pochodzą z języka starobirmańskiego. Te trzy wyjątki, to: Mleta/Myweta (မ္လယ်တာ / မြွယ်တာ), Nanka (နံကာ), Thantu (သန်တူ). Wszystkie te miesiące przypadające na czas Postu Buddyjskiego zostały zastąpione nowszymi nazwami birmańskimi (Waso, Wagaung, Thadingyut), które wcześniej oznaczały dni Pełni Księżyca tych trzech miesięcy.
| Nazwa birmańska               | Nazwa mońska                | liczba dni (rok nieprzestępny) |
| ----------------------------- | --------------------------- | ------------------------------ |
| Tagu တန်ခူး /dəgú/               | Ce စဲ /coa/                  | 29                             |
| Kason ကဆုန် /kəsʰòʊ̃/            | Pas ပသာ် /pəsaik/             | 30                             |
| Nayon နယုန် /nəyòʊ̃/             | Hje ဇှ်ေ, /cèh/                | 29                             |
| Waso ဝါဆို /wà sò/               | Daguin ဓဂိုန် /həkɜ̀n/          | 30                             |
| Wagaung ဝါခေါင် /wà gaʊ̀̃/          | Sresi သ္ဍဲသဳ /hədoa sɔe/       | 29                             |
| Tawthalin တော်သလင်း /tɔ̀ ðəlí̃/      | Bhat ဘတ် /phòt/              | 30                             |
| Thadingyut သီတင်းကျွတ် /ðadí̃ ʤuʔ/   | Hva ဝှ် /wòh/                 | 29                             |
| Tazaungmon တန်ဆောင်မုန်း /dəzaʊ̀̃ móʊ̃/ | Gahtuin ဂထိုန် /kəthɒn/        | 30                             |
| Nadaw နတ်တော် /nədɔ̀/              | Mreggatui မြေဂ္ဂသဵု /pəròikkəsɒ/ | 29                             |
| Pyatho ပြာသို /pyà ðò/            | Puh ပုဟ် /paoh/               | 30                             |
| Tabodwe တပို့တွဲ /dəbo̰ dwé/        | Ma မာ် /màik/                 | 29                             |
| Tabaung တပေါင်း /dəbáʊ̃/           | Phawraguin ဖဝ်ရဂိုန် /phɔrəkɜ̀n/ | 30                             |

W dużych latach przestępnych miesiąc Nayon otrzymuje dodatkowy dzień interkalarny nazywany yet-lun (ရက်လွန်) lub yet-ngin (ရက်ငင်) i liczy 30 dni. W kalendarzu arakańskim, w dużym roku przestępnym dodatkowy dzień interkalarny zyskuje miesiąc Tagu.

### Rok

#### Rodzaje roku astronomicznego
Kalendarz rozróżnia trzy rodzaje roku astronomicznego: rok zwrotnikowy, rok gwiazdowy i rok anomalistyczny.
| Nazwa roku                                        | Opis               | Liczba średnich dni słonecznych według oryginalnej Surya | Liczba średnich dni słonecznych według Thandeikta |
| ------------------------------------------------- | ------------------ | -------------------------------------------------------- | ------------------------------------------------- |
| Thawanamatha Hnit သာဝနမာသနှစ်                         | rok zwrotnikowy    | 365,25875                                                | 365,2587564814                                    |
| Nekkhattamahta Hnit နက္ခတ္တမာသနှစ် /neʔkʰaʔta̰màθa̰ n̥iʔ/ | rok gwiazdowy      | 365,2729132                                              |                                                   |
| Thuriyamatha Hnit သူရိယမာသနှစ် /θùrḭya̰màθa̰ n̥iʔ/        | rok anomalistyczny | 365,2770951                                              |                                                   |

#### Rodzaje roku kalendarzowego
Kalendarz birmański jest kalendarzem księżycowo-słonecznym, w którym miesiące oparte są na miesiącach księżycowych, a lata na latach słonecznych. Jednym z jego podstawowych celów jest takie wyregulowanie części księżycowej, by nadążała ona za częścią słoneczną. Miesiące księżycowe, których jest dwanaście, mają na zmianę 29 albo 30 dni tak, że zwykły rok księżycowy składa się z 354 dni w odróżnieniu od roku słonecznego trwającego ok. 365,25 dnia. Wynika z tego, że potrzebna jest jakaś forma dodawania dni (interkalacji) do roku księżycowego. Ogólną podstawę dla tergo procesu stanowią cykle 57-letnie. Jedenaście dodatkowych dni dokładanych jest do każdych 57 lat, a siedem dodatkowych 30-dniowych miesięcy przypada na każdych 19 lat (21 miesięcy na 57 lat). Zapewnia to obydwu kalendarzom 20819 pełnych dni.
W efekcie kalendarz dodaje miesiąc interkalarny (ဝါထပ် /wà daʔ/) w roku przestępnym (ဝါငယ်ထပ်နှစ် /wàŋɛ̀daʔ n̥ɪʔ), a czasami także dzień interkalarny (ရက်ငင် /jɛʔ ŋɪ̀ɴ) w dużych latach przestępnych (ဝါကြီးထပ်နှစ် /wàdʑídaʔ n̥ɪʔ/). Miesiąc interkalarny nie tylko umożliwia korektę długości roku, ale niweluje także kumulujący się błąd miesiąca do nie więcej niż pół dnia. Przeciętna długość miesiąca jest korygowana dalej poprzez dodawanie w nieregularnych odstępach jednego dnia do miesiąca Nayon – nieco częściej niż siedem razy na dwa cykle (39 lat). Dzień interkalarny wprowadzany jest wyłącznie w latach, które zawierają miesiąc interkalarny. Kalendarz hinduski wprowadza miesiąc interkalarny w dowolnym momencie roku, gdy tylko suma brakujących ułamków osiągnie długość jednego miesiąca. jednak kalendarz birmański zawsze wprowadza miesiąc interkalarny o tej samej porze roku, po przesileniu letnim, podczas gdy kalendarz arakański umieszcza go po równonocy wiosennej.
Rzeczywisty rok kalendarzowy (Wawharamatha Hnit, ဝေါဟာရမာသနှစ်) składa się z 354, 384 lub 385 dni.
| Miesiąc    | Rok zwykły  | Mały rok przestępny | Duży rok przestępny |
| ---------- | ----------- | ------------------- | ------------------- |
| Tagu       | 29          | 29                  | 29                  |
| Kason      | 30          | 30                  | 30                  |
| Nayon      | 29          | 29                  | 30                  |
| Waso       | 30          | 30                  | 30                  |
| 2. Waso    | nie dotyczy | 30                  | 30                  |
| Wagaung    | 29          | 29                  | 29                  |
| Tawthalin  | 30          | 30                  | 30                  |
| Thadingyut | 29          | 29                  | 29                  |
| Tazaungmon | 30          | 30                  | 30                  |
| Nadaw      | 29          | 29                  | 29                  |
| Pyatho     | 30          | 30                  | 30                  |
| Tabodwe    | 29          | 29                  | 29                  |
| Tabaung    | 30          | 30                  | 30                  |
| Suma       | 354         | 384                 | 385                 |

Tajski kalendarz Chulasakarat wykorzystuje nieco odmienną metodę wprowadzania dnia interkalarnego. Zamiast w roku przestępnym, jak ma to miejsce w kalendarzu birmańskim, w systemie tajskim dodatkowy dzień umieszczany jest w oddzielnym roku. Tak więc tajski mały rok przestępny ma 355 dni, a duży rok przestępny – 384 dni. Ostatecznie jednak obydwa systemy zawierają taką samą liczbę dni w cyklu 19-letnim. Co więcej, w przeciwieństwie do kalendarzy indyjskich, kalendarz birmański uwzględnia cykl Metona, w którym miesiące interkalarne wprowadzane są według ustalonego z góry planu. Trzymanie się ustalonego cyklu Metona stanowiło jednak duże wyzwanie w sytuacji, gdy kalendarz birmański musi dostosować się do używania, pochodzących z kalendarza indyjskiego lat gwiazdowych, jednocześnie z charakterystycznymi dla cyklu Metona latami zwrotnikowymi. Wydaje się, że kalendarz wykorzystuje kilka sposobów określania, które z 19 lat będą latami interkalarnymi. Aby dowiedzieć się, który rok będzie zawierał miesiąc interkalarny, należy podzielić rok birmański przez 19. Otrzymany iloraz oznacza wykorzystane cykle. Jeśli reszta jest zbieżna z ustalonym kolejnym numerem aktualnego cyklu Metona, wówczas będzie to rok interkalarny.
| System     | Lata przestępne w cyklu 19-letnim |
| ---------- | --------------------------------- |
| Przed 1740 | 2, 5, 8, 10, 13, 16, 18           |
| 1740       | 2, 5, 7, 10, 13, 15, 18           |
| 1892       | 1, 4, 7, 9, 12, 15, 18            |
| Lata 90.   | 1, 4, 6, 9, 12, 15, 18            |

#### Dzień nowego roku
Ponieważ głównym celem kalendarza birmańskiego jest dotrzymanie kroku rokowi słonecznemu, data nowego roku jest wyznaczana za każdym razem przez początek roku słonecznego, który przypada zawsze na czas, gdy słońce wchodzi w znak Barana. Data ta, która przypada obecnie na 16. lub 17 kwietnia, zmieniała się powoli na przestrzeni stuleci. W XX w. dzień nowego roku przypadał na 15. lub 16 kwietnia, jednak w XVII w. był to 9. lub 10 kwietnia.
W wyniku tego dzień nowego roku w kalendarzu birmańskim nie musi przypadać na pierwszy dzień pierwszego miesiąca Tagu; w rzeczywistości, prawie nigdy nie przypada on na pierwszy dzień przybywania księżyca miesiąca Tagu. Tagu jest prawie zawsze dzielony na dwie części: Hnaung Tagu (နှောင်းတန်ခူး /n̥áʊɴ dəgú/; „Późny Tagu”), przed dniem nowego roku i Oo Tagu (ဦးတန်ခူး, IPA: ʔú dəgú; „Wczesny Tagu”) w dniu nowego roku i dniach po nim następujących. W niektórych latach rok kalendarzowy wyprzedza tak bardzo rok słoneczny, że nowy rok wypada w miesiącu Kason i występuje zarówno Hnaung Tagu, jak i Hnaung Kason (နှောင်းကဆုန်, IPA: n̥áʊɴ kəsʰòʊɴ; „Późny Kason”). Wynika z tego, że data „Tagu 1373 ME” nie jest kompletna, ponieważ „Oo Tagu of 1373” odpowiada rokowi 2011 po Chr., a „Hnaung Tagu of 1373” rokowi 2012 po Chr.

### Cykl
W kalendarzu birmańskim stosowano 12-letni cykl jowiszowy, który ponownie rozwinął nazwy miesięcy księżycowych i powiązał je z latami. Cykl birmański nie jest przyswojonym jowiszowym cyklem indyjskim obejmującym 60 lat. Praktyka stosowania tego cyklu istniała w okresie Paganu, wygasła jednak około XVII w. Utrzymuje się ona nadal w Tajlandii i Kambodży z zachowaniem tych samych nazw.
| Rok | Zwierzę |
| --- | ------- |
| 1   | Szczur  |
| 2   | Wół     |
| 3   | Tygrys  |
| 4   | Zając   |
| 5   | Smok    |
| 6   | Wąż     |
| 7   | Koń     |
| 8   | Koza    |
| 9   | Małpa   |
| 10  | Kogut   |
| 11  | Pies    |
| 12  | Świnia  |

### Era
Poniżej przedstawiono ery wyróżniane przez tradycję birmańską. Era buddyjska i Era Kawza są nadal w użytku na terenie Mjanmy.
| Nazwa birmańska              | Opis                                      | Data roku zerowego      |
| ---------------------------- | ----------------------------------------- | ----------------------- |
| Einzana Thekkarit အဉ္စန သက္ကရာဇ် | Andźanasakaradź                           | 10 marca 691 przed Chr. |
| Thathana Thekkarit သာသနာ သက္ကရာဇ် | Era buddyjska                             | 13 maja 544 przed Chr.  |
| Maha Thekkarit မဟာ သက္ကရာဇ်      | Mahasakaradź                              | 17 marca 78 po Chr.     |
| Kawza Thekkarit ကောဇာ သက္ကရာဇ်     | Aktualny kalendarz birmański Chulasakarat | 22 marca 638 po Chr.    |
| Mohnyin Thekkarit မိုးညှင်း သက္ကရာဇ်  |                                           | 18 marca 1436           |

## Dokładność
Kalendarz birmański wykorzystuje miesiące księżycowe, ale stara się dotrzymać kroku rokowi słonecznemu. Obecny rok słoneczny systemu Thandeikta wyprzedza o około 23 minuty i 51,43 sekundy rzeczywisty średni rok zwrotnikowy trwający 365,241289 dni. Starszy system Makaranta był w istocie nieco dokładniejszy z wyprzedzeniem rzeczywistego roku o 23 minuty i 50,87 sekundy.
Poniższa tabela pokazuje, w jaki sposób Thandeikta ma rzekomo osiągać mniejszą różnicę (a więc większą dokładność) od Makaranty.
|                    | Makaranta       | Thandeikta          |
| ------------------ | --------------- | ------------------- |
| 19 lat słonecznych | 6939,91625 dni  | 6939,9163731466 dni |
| 235 lunacji        | 6939,687005 dni | 6939,68816731 dni   |
| Różnica            | 0,229245 dnia   | 0,2282058366 dnia   |

Wzrost dokładności wynosi 0,0010391634 dnia (89,78371776 sekundy) w ciągu 19 lat albo około 4,72546 sekundy na rok. Wzrost ten jest jednak pozorny, gdyż Thandeikta osiąga go, przyjmując nowe definicje średniego miesiąca księżycowego (lunacji) oraz roku słonecznego, które są niestety mniej dokładne. Poniższa tabela pokazuje długość lat słonecznych według obydwu systemów w porównaniu z rzeczywistym średnim rokiem zwrotnikowym. Thandeikta jest mniej dokładna od Makaranty o 0,56 sekundy rocznie.
|                                             | Makaranta                         | Thandeikta                             |
| ------------------------------------------- | --------------------------------- | -------------------------------------- |
| 19 lat słonecznych według własnej definicji | 6939,91625 dni                    | 6939,9163731466 dni                    |
| Rzeczywista długość 19 lat zwrotnikowych    | 6939,601591 dni                   | 6939,601591 dni                        |
| Różnica w ciągu 19 lat                      | 0,314659 dnia                     | 0,3147821466 dnia                      |
| Różnica w ciągu roku                        | 23,84784 minut (1430,8704 sekund) | 23,85717322 minut (1431,430393 sekund) |

W każdym razie obydwa systemy wyprzedzają o około 24 minuty rocznie rzeczywisty rok zwrotnikowy, przyjęte przez nie metody interkalacji naprawiają jedynie ich błędy wewnętrzne, a Thandeikta zwiększa nieco przyspieszenie roczne. Akumulacja błędu oznacza, że dzień nowego roku, który przypadał w okolicy równonocy wiosennej w chwili powstania kalendarza w roku 638, przypada obecnie, w roku 2013, na 17 kwietnia – przesunięcie wynosi 15 dni (po uwzględnieniu poprawki związanej z przejściem z kalendarza juliańskiego na gregoriański). Opiekujący się kalendarzem birmańskim radzili sobie z tym problemem, stosując rachubę rzeczywistą i okresowo modyfikując schemat interkalacji w cyklu Metona. Główną wadą takiego podejścia jest to, że uniemożliwia ono publikowanie kalendarzy sięgających w przyszłość na więcej niż kilka lat (a często nawet jeden rok).

## Zodiak

### Znaki
Zodiak birmański, podobnie jak europejski, podzielony jest na 12 znaków nazywanych yathi (ရာသီ /jàðì/). Znaki birmańskie są takie same, jak indyjskie i europejskie, gdyż pochodzą z zodiaka indyjskiego i, ostatecznie, europejskiego. Każdy yathi dzieli się na 30 stopni (အင်္သာ /ɪ̀ɴðà/), każdy stopień na 60 minut (လိတ္တာ /leiʔtà/), a każda minuta na 60 sekund (ဝိလိတ္တာ /wḭleiʔtà/).
| Długość အင်္သာ | Znak ရာသီ      | Nazwa sanskrycka | Nazwa łacińska | Rządząca planeta ရာသီခွင် |
| ----------- | ------------ | ---------------- | -------------- | --------------------- |
| 0°          | Meittha မိဿ   | Meṣha मेष         | Aries          | Mars                  |
| 30°         | Pyeittha ပြိဿ  | Vṛiṣabha वृषभ     | Taurus         | Wenus                 |
| 60°         | Mehton မေထုန်   | Mithuna मिथुन      | Gemini         | Merkury               |
| 90°         | Karakat ကရကဋ် | Karkaṭa कर्कट     | Cancer         | Księżyc               |
| 120°        | Thein သိဟ်     | Siṃha सिंह         | Leo            | Słońce                |
| 150°        | Kan ကန်       | Kanyā कन्या        | Virgo          | Merkury               |
| 180°        | Tu တူ         | Tulā तुला          | Libra          | Wenus                 |
| 210°        | Byeissa ဗြိစ္ဆာ  | Vṛścika वृश्चिक     | Scorpio        | Mars                  |
| 240°        | Danu ဓနု      | Dhanuṣa धनुष      | Sagittarius    | Jowisz                |
| 270°        | Makara မကာရ   | Makara मकर       | Capricorn      | Saturn                |
| 300°        | Kon ကုံ        | Kumbha कुम्भ       | Aquarius       | Saturn                |
| 330°        | Mein မိန်      | Mīna मीन          | Pisces         | Jowisz                |

### Stacje księżycowe
Na miesiąc zodiakalny składa się 27 dni, co daje w przybliżeniu średni miesiąc gwiazdowy trwający 27,321661 dni. Każdy dzień zodiakalny, zwany nekkhat, reprezentuje stację księżycową, czyli wycinek ekliptyki, wzdłuż której księżyc obraca się wokół Ziemi. Chociaż nazwy birmańskie są adaptacją nazw sanskryckich, system birmański nie jest identyczny ze współczesnym systemem indyjskim. System birmański przyjmuje nierówne odcinki dla każdego segmentu (od 5° do 26°), a pierwszy segment, Athawani, znajduje się na długości 350°. Współczesny system indyjski używa równych segmentów po 13°20′ (360° podzielone na 27), a pierwszy segment, Aświni, znajduje się na długości 0°. Poniższa lista przedstawia system Thandeikta.
| Dzień | Nazwa birmańska             | Nazwa sanskrycka  | Rozpiętość | Zakres    |
| ----- | --------------------------- | ----------------- | ---------- | --------- |
| 1     | Athawani အဿဝဏီ               | Asvini            | 18°        | 350°–8°   |
| 2     | Barani ဘရဏီ                  | Bharani           | 10°        | 8°–18°    |
| 3     | Kyattika ကြတ္တိကာ               | Krittika          | 16°        | 18°–34°   |
| 4     | Yawhani ရောဟဏီ                 | Rohini            | 12°        | 34°–46°   |
| 5     | Migathi မိဂသီ                 | Mrigasiras        | 14°        | 46°–60°   |
| 6     | Adra အဒြ                     | Ardra             | 5°         | 60°–65°   |
| 7     | Ponnahpukshu ပုဏ္ဏဖုသျှု          | Punarvasu         | 27°        | 65°–92°   |
| 8     | Hpusha ဖုသျှ                   | Pushya            | 14°        | 92°–106°  |
| 9     | Athaleiktha အသလိဿ            | Aslesha           | 12°        | 106°–118° |
| 10    | Maga မာဃ                     | Magha             | 11°        | 118°–129° |
| 11    | Pyobba Baragonni ပြုဗ္ဗာ ဘရဂုဏ္ဏီ  | Purva Phalguni    | 16°        | 129°–145° |
| 12    | Ottara Baragonni ဥတ္တရာ ဘရဂုဏ္ဏီ | Uttara Phalguni   | 9°         | 145°–154° |
| 13    | Hathada ဟဿဒ                 | Hasta             | 10°        | 154°–164° |
| 14    | Seiktra စိတြ                  | Chitra            | 15°        | 164°–179° |
| 15    | Thwati သွာတိ                   | Svati             | 13°        | 179°–192° |
| 16    | Withaka ဝိသာခါ                 | Visakha           | 21°        | 192°–213° |
| 17    | Anuyada အနုရာဓ                | Anuradha          | 11°        | 213°–224° |
| 18    | Zehta ဇေဋ္ဌ                   | Jyeshtha          | 5°         | 224°–229° |
| 19    | Mula မူလ                     | Mula              | 13°        | 229°–242° |
| 20    | Pyobba Than ပြုဗ္ဗာသဠ်           | Purva Ashadha     | 15°        | 242°–257° |
| 21    | Ottara Than ဥတ္တရာသဠ်          | Uttara Ashadha    | 5°         | 257°–262° |
| 22    | Tharawun သရဝဏ်               | Sravana           | 13°        | 262°–275° |
| 23    | Danatheikda ဓနသိဒ္ဓ           | Dhanishtha        | 12°        | 275°–287° |
| 24    | Thattabeiksha သတ္တဘိသျှ         | Satataraka        | 26°        | 287°–313° |
| 25    | Pyobba Parabaik ပြုဗ္ဗာ ပုရပိုက်    | Purva Bhadrapada  | 10°        | 313°–323° |
| 26    | Ottara Parabaik ဥတ္တရာ ပုရပိုက်   | Uttara Bhadrapada | 16°        | 323°–339° |
| 27    | Yewati ရေဝတီ                  | Revati            | 11°        | 339°–350° |

### Dni tygodnia
Zodiak birmański wyróżnia osiem znaków w siedmiodniowym tygodniu.
| Kierunek          | Nazwa birmańska  | Nazwa sanskrycka | Nazwa polska          | Planeta          | Znak             |
| ----------------- | ---------------- | ---------------- | --------------------- | ---------------- | ---------------- |
| Północny wschód   | Taninganwe တနင်္ဂနွေ | Aditya           | Niedziela             | Słońce           | Garuda ဂဠုန်       |
| Wschód            | Taninla တနင်္လာ     | Chandra          | Poniedziałek          | Księżyc          | Tygrys ကျား         |
| Południowy wschód | Inga အင်္ဂါ         | Angaraka         | Wtorek                | Mars             | Lew ခြင်္သေ့          |
| Południe          | Boddahu ဗုဒ္ဓဟူး     | Budha            | Środa przed południem | Merkury          | Słoń z kłami ဆင်  |
| Północny zachód   | Rahu ရာဟု          | Rahu             | Środa po południu     | Węzeł księżycowy | Słoń bez kłów ဟိုင်း |
| Zachód            | Kyathabade ကြာသပတေး  | Bṛhaspati        | Czwartek              | Jowisz           | Szczur ကြွက်        |
| Północ            | Thaukkya သောကြာ      | Shukra           | Piątek                | Wenus            | Świnka morska ပူး  |
| Południowy zachód | Sanay စနေ         | Shani            | Sobota                | Saturn           | Nāga နဂါး          |

## Odmiany
Kalendarz birmański ma kilka odmian zarówno na terenie obecnej Mjanmy, jak i poza jej granicami. Te ostatnie są ciągle w użyciu, aczkolwiek stosują inny system numerowania lat.

### Arakańska
Według tradycji arakańskiej, kalendarz został przyjęty przez króla Thuriya Thehtę z dynastii Dhanyawaddy. Przynajmniej do początków XX w. kalendarz arakański wykorzystywał system Makaranta, pomimo że kalendarz birmański od połowy XIX w. przeszedł na system Thandeikta. W kalendarzu arakańskim miesiąc Tagu zyskuje dodatkowy dzień interkalarny w dużych latach przestępnych. Co więcej, w tradycji arakańskiej początek nowego roku wyznacza się tylko na podstawie daty, a nie jak w pozostałych częściach Birmy ustalając dokładny co do sekundy moment wejścia słońca w znak Barana. Kalendarz arakański pod nazwą Magi-San jest używany nadal przez grupę etniczną Magh w Bangladeszu.

### Chulasakarat
Kalendarz birmański został przyjęty najpierw na terenie obecnej północnej Tajlandii w połowie XIII w., a w środkowej Tajlandii w drugiej połowie XVI w. Chociaż w tym czasie królestwa lądowej części Azji Południwowschodniej – Lanna, Lan Xang, Ayutthaya a później także Kambodża – przyjęły erę birmańską rozpoczynającą się w roku 638 po Chr., każdy z tych regionów zachował swoje własne tradycje lub wprowadził swoje własne modyfikacje w późniejszym czasie. I tak na przykład kalendarze stosowane w Kengtungu, Lanna, Lan Xang i Sukhothai zachowywały nadal numerowanie miesięcy, pomimo że kalendarz birmański zaprzestał numerowania miesięcy wraz z ich nazywaniem. W każdym razie stosowanie numerowania mogło poprzedzać wprowadzenie kalendarza birmańskiego, ponieważ każdy region miał swój własny system numeracji. Pierwszym numerowanym miesiącem w kalendarzach Kengtungu, Lanna, Lan Xang i Sukhothai jest odpowiednio Tazaungmon (Karttika), Thadingyut (Asvina), (Nadaw) Margasirsha i (Nadaw) Margasirsha. Oznacza to, że odczytywanie dawnych tekstów i inskrypcji w Tajlandii wymaga ciągłej czujności nie tylko w upewnianiu się, że przyjęto właściwe rozwiązania dla odpowiedniego regionu, ale także, że uwzględniono odmienności dla tego regionu charakterystyczne zważywszy, że ciągłe najazdy powodowały zmiany praktyki w stosowaniu kalendarza. (Uwaga: systemy numerowania przyjęte w Sukhothai i Lan Xang, oraz zarzucony obecnie birmański system numeracji są identyczne).
Podobnie, systemy kambodżański i tajski zachowały praktykę nadawania nazw zwierząt latom z cyklu 12-letniego. Praktyka ta istniała też w Birmie w okresie królestwa Paganu, jednak później zanikła.
Co więcej, Chulasakarat stosuje trzy podobne, ale nie identyczne rodzaje lat księżycowych wykorzystane w kalendarzu birmańskim. Każdy z tych kalendarzy ma taki sam rok zwykły składający się z 354 dni i rok przestępny z 384 dniami. Jednak podczas gdy kalendarz birmański dodaje dzień interkalarny jedynie w roku przestępnym zgodnie ze swym cyklem Metona, kalendarz syjamski dodaje dzień interkalarny w roku zwykłym. Kalendarz syjamski umieszcza jednak dodatkowy dzień w tym samym miejscu (Jyestha/Nayon).
| Kalendarz    | Rok regularny | Mały rok przestępny | Duży rok przestępny |
| ------------ | ------------- | ------------------- | ------------------- |
| Birmański    | 354           | 384                 | 385                 |
| Chulasakarat | 354           | 355                 | 384                 |

Ostatecznie w połowie XIX w. rozeszły się także metody obliczeń, kiedy dynastia Konbaung przyjęła metodę Thandeikta, która daje wynik dłuższy o 0,36 sekundy na każdy rok w porównaniu ze starym systemem.

### Dai
Tradycyjny kalendarz Dai stosowany przez grupę etniczną Dai z Xishuangbanna w Chinach oparty jest w dużej części na kalendarzu birmańskim, chociaż może też wykazywać pewne wpływy chińskie.

## Zastosowanie współczesne
Kalendarz birmański jest stosowany nadal dla określania dat niektórych świąt państwowych w Mjanmie.
| Nazwa święta                     | Data kalendarza birmańskiego                            | Data międzynarodowa  |
| -------------------------------- | ------------------------------------------------------- | -------------------- |
| Pełnia Księżyca miesiąca Tabaung | Pełnia Księżyca miesiąca Tabaung                        | marzec-kwiecień      |
| Święto Birmańskiego Nowego Roku  | Prawie zawsze w miesiącu Tagu, czasami w miesiącu Kason | 13–17 kwietnia       |
| Dzień Buddy                      | Pełnia Księżyca miesiąca Kason                          | maj-czerwiec         |
| Początek Postu Buddyjskiego      | Pełnia Księżyca miesiąca Waso                           | czerwiec-lipiec      |
| Koniec Postu Buddyjskiego        | Pełnia Księżyca miesiąca Thadingyut                     | październik-listopad |
| Święto Tazaungdaing              | Pełnia Księżyca miesiąca Tazaungmon                     | listopad-grudzień    |
| Dzień Narodowy                   | 10. Dzień Przybywania Księżyca miesiąca Tazaungmon      | listopad-grudzień    |